# Glody Dube
Glody Dube, född 2 juli 1978, är en friidrottare från Botswana. Han deltog vid olympiska sommarspelen 2000 och olympiska sommarspelen 2004.